# How It Is (instalacja)

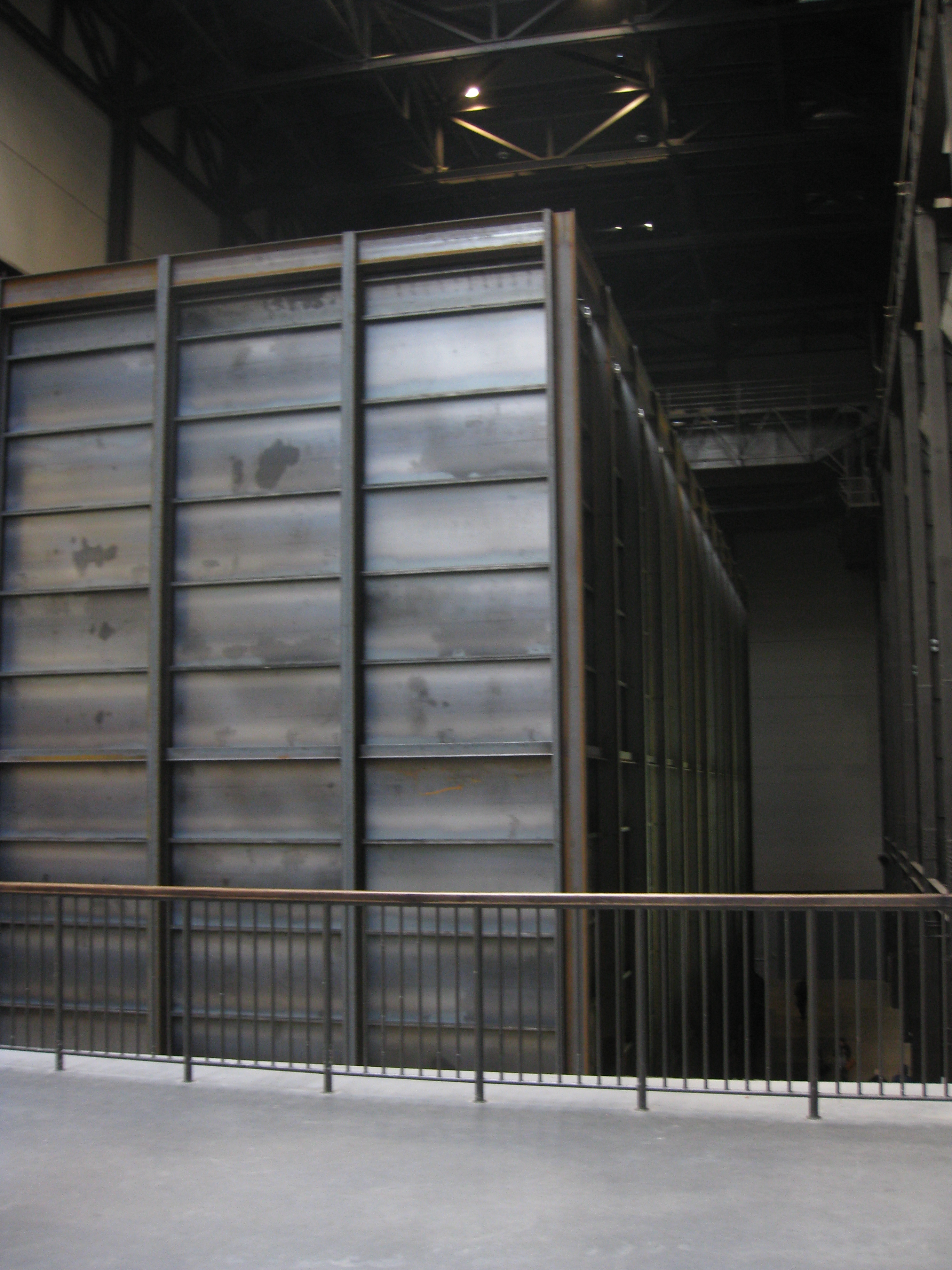
Stalowy kontener Bałki w Tate Modern

How It Is – instalacja polskiego artysty współczesnego Mirosława Bałki, pokazana po raz pierwszy w 2009 roku w galerii sztuki Tate Modern.
W hali turbin tej londyńskiej galerii artysta umieścił na dwumetrowych stalowych nogach kontener w kształcie prostopadłościanu o wymiarach 13 metrów wysokości i 30 metrów długości. Do środka obiektu można było wejść po specjalnej rampie, natomiast wnętrze było wyłożone czarnym materiałem, który pochłaniał światło i tłumił dźwięki otoczenia. Zamierzeniem Bałki było osiągnięcie efektu całkowitej ciemności i ciszy, dzięki czemu odbiorca mógł skupić się na tym, co odbiera pozostałymi zmysłami (węchem, dotykiem) oraz skoncentrować się na tych doznaniach.
Dzieło było przez krytyków rozmaicie interpretowane. Najczęściej w czarnym i ciemnym kontenerze widziano metaforę Holocaustu (skojarzenie z wagonem, w którym naziści wywozili Żydów do obozów koncentracyjnych), warszawskiego getta lub innych katastrof XX wieku, ale też do warunków, w których nielegalni imigranci przekraczają granice państw. Do opisania wrażenia, towarzyszącego przebywaniu w środku instalacji przywoływano takie pojęcia, jak czarna dziura, biblijny brzuch wieloryba czy „jądro ciemności” Josepha Conrada. Zwracano także uwagę na fakt, że cisza i medytacja są powrotem do pierwotnych elementów obcowania ze sztuką. Tytuł instalacji nawiązywał do opowiadania Samuela Becketta How It Is (pierwsze wydanie pod francuskim tytułem Comment c’est). Praca Bałki została entuzjastycznie przyjęta przez krytyków i brytyjską prasę.
Instalacja została sfinansowana w ramach projektu The Unilever Series, sponsorowanego przez firmę Unilever, jako dziesiąta w serii. Była dostępna dla odbiorców od 13 października 2009 do 5 kwietnia 2010 roku. W styczniu 2010 roku Tate Gallery wydała aplikację na urządzenia mobilne, która nawiązywała do wystawy Bałki, w marcu zaś w Channel 4 wyemitowany został dwudziestominutowy film Miroslaw Balka: How It Is, poświęcony artyście i jego dziełu.
W 2022 roku tygodnik „Polityka” uznał instalację za jedno z dziesięciu najważniejszych dzieł sztuki ostatniego trzydziestolecia.